# Adjaasambuugijn Colmon
Adjaasambuugijn Colmon (mong. Адъяасамбуугийн Цолмон; ur. 7 listopada 1992) – mongolska judoczka. Olimpijka z Rio de Janeiro 2016, gdzie zajęła dziewiąte miejsce w wadze półlekkiej.
Siódma na mistrzostwach świata w 2015; uczestniczka zawodów w 2013 i 2014, a także zdobyła dwa medale w drużynie. Startowała w Pucharze Świata w latach 2011-2013 i 2016. Piąta na igrzyskach azjatyckich w 2014. Siódma na igrzyskach wojskowych w 2015. Piąta na mistrzostwach Azji i druga w drużynie w 2016 roku.

## Letnie Igrzyska Olimpijskie 2016
| Konkurencja | Eliminacje               | Eliminacje              | Klas. końcowa |
| Konkurencja | Przeciwnik I             | Przeciwnik II           | Miejsce       |
| ----------- | ------------------------ | ----------------------- | ------------- |
| 52 kg       | Angelica Delgado (USA) Z | Misato Nakamura (JPN) P | 9.            |